# Mons Lie
Mons Lie, född den 5 maj 1864 i Kongsvinger, död 1931, var en norsk författare, son till Jonas Lie.
Lie slog sig efter vidsträckta resor i yngre år ner i Norge som författare. Novellerna Streif (1894), Remeni (1895), En drömmers bog (samma år), En forbryders bekendelser (1896) och Höstnoveller (samma år), en samling Digte (1897), skådespelen Tragedier om kaerlighed (samma år), Lombardo og Agrippina (1898), Don Juans död (1900), Om hundrede aar (samma år) och Alfred Siriman og hans hustru (1909), berättelserna Sjöfareren (1901), Adam Ravn (1902), I kvindens net (1903), Det brede humör (samme år), Mand overbord! (1904), Livet paa eventyrslottet (1905) och Ved hotellets daekkede bord (1906) visar en mycket långsam utveckling från famlande, aforistiska stämningsutbrott, lyriskt monotona, abstrakta passionstragedier till egendomligt karakteristiska skildringar av den isolerade individens olycksöde: människan är i hans böcker hemfallen åt okända makters dräpande övervälde. Lie var typisk för de "forcerade talangerna" i den dåtida norska litteraturen.